# I Kill my Heart
Albums de Tommy heavenly6
Heavy Starry Heavenly
(2007) February & Heavenly
(2012)
Compilations par Tommy heavenly6
Gothic Melting Ice Cream's Darkness "Nightmare"
(2009)
I Kill my Heart est le 3e album studio de Tommy heavenly6 sorti le 29 avril 2009 sous le label DefSTAR Records. Il arrive 9e à l'Oricon. Il se vend à 11 655 exemplaires la première semaine et reste classé 5 semaines pour un total de 14 377 exemplaires vendus.

## Liste des titres
Toute la musique est composée par Chiffon Brownie.
Toutes les paroles sont écrites par Tommy heavenly6.
| 1.  | Wait for Me There                  | 3:30 |
| 2.  | Leaving You                        | 3:55 |
| 3.  | Do You Know My Heart?              | 3:27 |
| 4.  | Sad End to a Fairy Tale            | 4:17 |
| 5.  | Shut Up                            | 2:36 |
| 6.  | Flower Crown                       | 4:00 |
| 7.  | Surely                             | 3:40 |
| 8.  | Gonna Change My Way of Life        | 2:39 |
| 9.  | Playground                         | 2:33 |
| 10. | Things I Can Do                    | 3:45 |
| 11. | You Should Live in the Sunny Light | 3:55 |

| 1. | Wait for Me There (PV)                |  |
| 2. | Wait for Me There (PV february6 ver.) |  |
| 3. | Leaving You (PV)                      |  |
| 4. | Leaving You (PV february6 ver.)       |  |